# Smart 5
Smart #5 – elektryczny crossover klasy średniej produkowany pod chińsko-niemiecką marką Smart od 2024 roku.

## Historia i opis modelu

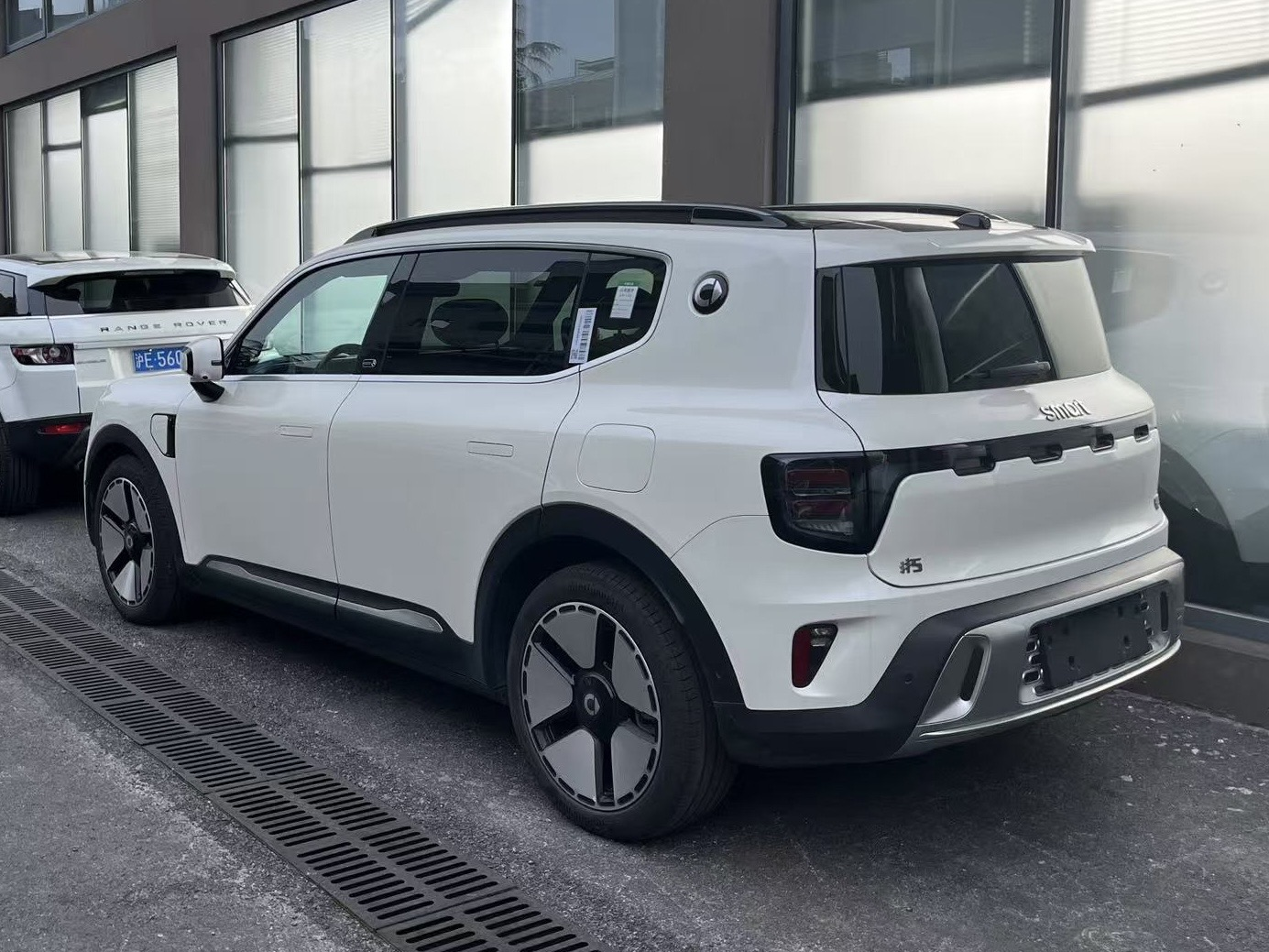
Smart #5 - tył

W kwietniu 2024 roku podczas międzynarodowych targów samochodowych w Pekinie Smart Automobile przedstawił prototyp Smart Concept #5 zapowiadający trzeci i zarazem największy produkt w nowej gamie modelowej firmy po transformacji zapoczątkowanej w 2021 roku. Seryjny wariant zaprezentowany został już 4 miesiące później, pod koniec sierpnia 2024, w obszernym zakresie odtwarzając stylistykę prototypu. Smart #5 otrzymał charakterystyczną, pudełkowatą sylwetkę z łagodnie zadartą ku górze linią okien i chowanymi klamkami. Zarówno pas przedni, jak i tylny zwieńczyły wielokątne lampy połączone poprzeczką z charakterystycznymi, czterema świetlnymi segmentami pośrodku.
Smart #5 powstał na bazie modułowej platformy SEA koncernu Geely, dzieląc jej wariację PMA2+ głównie z konstrukcjami marki Zeekr. Z nadwoziem długim na 4,7 metra i 2,9-metrowym rozstawem osi, średniej wielkości crossover został największym dotąd samochodem marki Smart w jej historii. Kabina pasażerska została utrzymana w estetyce łączącej fotele z rozbudowanym zakresem konfiguracji, licznymi schowkami i obszernym zestawem wyśwetialczy. Wysoko poprowadzony tunel zakończył się na desce rozdzielczej, którą utworzyły kolejno: 10,3-calowy ekran cyfrowych zegarów oraz dwa, zespolone pod jedną taflą ekrany dotykowe systemu multimedialnego dla kierowcy i pasażera o przekątnej 13 cali. Ponadto, przed kierowcą umieszczono 25,6-calowy wyświetlacz przezierny.

### Sprzedaż
Smart #5 został zbudowany głównie z myślą o rynkach zachodnioeuropejskich, jak i rodzimym chińskim, na tym drugim trafiając do sprzedaży w pierwszej kolejności. Początek dystrybucji crossovera w wybranych regionach Europy wyznaczony został z kolei na początek 2025 roku.

### Dane techniczne
Smart #5 wyposażony został w pełni elektryczny układ napędowy, który w bazowym wariancie przenosi moc na tylną oś przy mocy 335 KM i 358 Nm maksymalnego momentu obrotowego. Topowa odmiana AWD rozwija z kolei do 638 KM mocy, z kolei niezależnie od mocy #5 zawsze uzyskał 100 kWh baterię o zasięgu do 740 kilometrów w chińskim trybie pomiarowym CLTC. Architektura 800V pozwala naładować akumulator od 10% do 80% w 15 minut.